# Filipstads IF
Filipstads IF är en idrottsförening i Filipstad i Sverige, bildad 1930. I bandy spelade klubben i Sveriges högsta division för herrar säsongerna 1967/1968, 1972/1973 och 1974/1975. I fotboll spelade klubben i Sveriges fjärde högsta division säsongen 1956/1957 .